# 凱倫·海斯
凱倫·海斯 AM，澳洲人，曾任維多利亞導盲犬協會首席執行長。

## 生平
海斯曾被診斷出罹患乳癌。1998年，她與琳恩·斯威本、作家派翠西亞‧艾德格和運動員雷琳·博伊爾共同促成澳洲乳癌網絡的成立，並擔任該組織的副主席兼董事（1998年－2013年）。此外她也是墨爾本足球俱樂部董事（2006年－2013年）、國際婦女論壇澳洲分會聯合創始人。自2011年起擔任維多利亞導盲犬協會首席執行長。
2022年4月，海斯以維多利亞導盲犬協會首席執行長的名義在2022年澳洲聯邦大選中支持喬許·費登堡，她抱著導盲幼犬的照片出現在費登堡的競選網站和傳單中。由於此舉涉嫌違反慈善法，而引發爭議。事後海斯便被維多利亞導盲犬協會解除職務。在5月底的選前之夜，費登堡於演講中稱讚海斯是「澳洲最好的首席執行長之一」。

## 榮譽
- 2019年，獲授澳洲員佐勳章[1][8]。